# Miss Intercontinental México
Miss Intercontinental México es un título de belleza femenina de México y un concurso preliminar para Miss Intercontinental. También se conoce así al certamen que lo confiere y que se celebra anualmente, juzgando la belleza integral, la elegancia, la personalidad, el porte, la pose, la comunicación y la seguridad de candidatas provenientes de los diferentes Estados de la República Mexicana. La ganadora del título lo lleva por un período de alrededor de un año, añadiendo a él, el año en que lo ganó. La Reina actual de Miss Intercontinental México es Alejandra Garduño de la Ciudad de México.
En el año 2020 Verónica Salas quien fuera Miss Intercontinental 2017 tomó la franquicia obteniendo el derecho de enviar a la representante mexicana a este certamen y en el año 2024 se organizó por segunda vez en la historia y primera bajo su mando el certamen nacional con representantes de diferentes Estados del país, marcando historia en el país al establecerse como organización nacional independiente a otros certámenes.
La organización nacional ha logrado a la fecha tres títulos internacionales:
- Verónica Salas - Miss Intercontinental 2017 & Miss Intercontinental Norteamérica 2017
- Paulina Uceda - Miss Intercontinental Norteamérica 2021
- Cristina Villegas - Miss Intercontinental Norteamérica 2023

## Historia
- En 1976 Señorita México obtiene la franquicia de Miss Intercontinental (entonces llamado "Miss Teenage Intercontinental") y con ello el derecho de enviar a la representante mexicana a dicho certamen, la cual era alguna de las finalistas del certamen nacional Señorita México. De 1976 a 1999 la franquicia le perteneció a Señorita México y enviaba esporádicamente a representantes al no ser una marca importante para ellos (en ese entonces el certamen nacional poseía todas las marcas existentes de la época), envió a 9 mexicanas durante su período. Su mejor posición fue con Brenda Bezares quien ocupo el puesto de 2.ª Finalista en la edición 1990.
- En 2000 la franquicia pasó a manos de la Organización ORV dirigida por Raúl Villalobos y enviaba a mexicanas al certamen internacional mediante designación directa. Durante su período 2000 a 2008 envió a 3 mexicanas. Su mejor resultado fue con Nancy Esparza quien ocupo el puesto de 4.ª Finalista en la edición 2000.
- En 2004 le fue otorgada la franquicia a Miss Latina México (después nombrado Miss Earth México) dirigida por el Paull Marsell solo por ese año y envió a su reina titular Valentina Cervera Miss Latina México 2004.
- En 2010 la franquicia pasó a manos de Señorita Tabasco Internacional quien tuvo la franquicia por dos años y envió a dos mexicanas.
- En 2012 la franquicia fue otorgada a Miss México (Después nombrado Miss México Organization) y envío a dos candidatas durante dos años.
- En 2014 la franquicia la obtuvo Rostro de México dirigido por Jesús Rábago, quien tuvo el derecho de enviar a las mexicanas a este certamen durante 2014 y 2015, hasta su muerte. Su mejor resultado fue con Paulina Flores quien ocupo un puesto en el Top 17  en la edición 2015.
- En 2016 la franquicia le es otorgada a Miss Earth México dirigida por Paull Marsel quien tuvo el derecho de enviar a mexicanas al certamen durante 2016, 2017, 2018 y 2019, de los cuales solo en 2018 se realizó una final nacional exclusiva para este título. Su mejor resultado fue con Verónica Salas quien obtuvo la primera corona para México en la edición 2017.
- En 2020 la franquicia le fue otorgada a Verónica Salas, quien fundó el certamen Miss Intercontinental México y enviando a las mexicanas a este evento durante 2020, 2021 y 2022 las representantes fueron mediante designación logrando dos virreinas internacionales y portadoras del título Miss Intercontinental North America.
- En 2024 se realiza el segundo certamen nacional de esta marca y el primero bajo el mando de Verónica Salas.
- En 2025 la organización nacional obtiene la franquicia del concurso Miss Aura International.

## Ganadoras del Título
Desde 1976, diferentes organizaciones se han encargado de enviar a la representante mexicana a este certamen.
| Año                                                        | Ganadora                                  | Estado                                    | Sede del Evento                                          | Fecha                    |
| Enviadas por Señorita México                               | Enviadas por Señorita México              | Enviadas por Señorita México              | Designada                                                | Designada                |
| 1976                                                       | Patricia Martínez Rivera                  | Coahuila                                  | Designada                                                | Designada                |
| 1977                                                       | Guadalupe Martínez González               | Nuevo León                                | Designada                                                | Designada                |
| 1978                                                       | María del Carmen Montesinos Alcázar       | Oaxaca                                    | Designada                                                | Designada                |
| 1980                                                       | Claudia Holley Braum                      | Tamaulipas                                | Designada                                                | Designada                |
| 1981                                                       | Lourdes Escalante del Águila              | Sonora                                    | Designada                                                | Designada                |
| 1982                                                       | Landy Ivone Bretón Loeza                  | Hidalgo                                   | Designada                                                | Designada                |
| 1983                                                       | Luz María Arias Ochoa                     | Distrito Federal                          | Designada                                                | Designada                |
| 1990                                                       | Brenda Yamilé Jiménez Loya                | Nuevo León                                | Designada                                                | Designada                |
| 1993                                                       | Elena Reidman Salido                      | Distrito Federal                          | Designada                                                | Designada                |
| Enviadas por ORV de Raúl Villalobos                        |                                           |                                           | Designada                                                | Designada                |
| 2000                                                       | Nancy Cecilia Esparza Tinajero            | Chihuahua                                 | Designada                                                | Designada                |
| 2002                                                       | Yasmin Cervantes                          | Distrito Federal                          | Designada                                                | Designada                |
| Enviadas por Miss Latina México (Actual Miss Earth México) |                                           |                                           | Designada                                                | Designada                |
| 2004                                                       | Valentina Cervera Ávila                   | Yucatán                                   | Designada                                                | Designada                |
| Enviadas por ORV de Raúl Villalobos                        |                                           |                                           | Designada                                                | Designada                |
| 2006                                                       | Nadia Cortés Murillo                      | Chihuahua                                 | Designada                                                | Designada                |
| 2008                                                       | Yadira Patiño Cardoso                     | Tamaulipas                                | Designada                                                | Designada                |
| Enviadas por Señorita Tabasco Internacional                |                                           |                                           | Designada                                                | Designada                |
| 2010                                                       | Alejandra Balderas Flores                 | Tabasco                                   | Designada                                                | Designada                |
| 2011                                                       | Maritza León García                       | Tabasco                                   | Designada                                                | Designada                |
| Enviadas por Miss México Organization                      |                                           |                                           | Designada                                                | Designada                |
| 2012                                                       | Mitzi Delfina Ruschke Lira                | Oaxaca                                    | Designada                                                | Designada                |
| 2013                                                       | Melisa Carolina Lizárraga                 | Sinaloa                                   | Designada                                                | Designada                |
| Enviadas por Rostro de México                              |                                           |                                           | Designada                                                | Designada                |
| 2014                                                       | Estefanía Chávez García                   | Sonora                                    | Teatro de Artes Escénicas, Mexicali, Baja California     | 16 de julio de 2014      |
| 2015                                                       | Paulina Flores Cantú                      | Nuevo León                                | Teatro Juan Ruiz de Alarcón, Taxco, Guerrero             | 13 de agosto de 2015     |
| Enviadas por Miss Earth México                             | Enviadas por Miss Earth México            | Enviadas por Miss Earth México            | Designada                                                | Designada                |
| 2016                                                       | Martha Leticia Suárez Briano              | Veracruz                                  | Designada                                                | Designada                |
| 2017                                                       | Erika Palomera Plascencia (Renunció)      | Jalisco                                   | Centro de Congresos y Convenciones, Querétaro, Querétaro | 27 de agosto de 2016     |
| 2017                                                       | Verónica Salas Vallejo (Sucesora)         | Estado de México                          | Centro de Congresos y Convenciones, Querétaro, Querétaro | 27 de agosto de 2016     |
| 2018                                                       | Ivanna Barradas Lobato                    | Chiapas                                   | Hacienda San Juan Bautista, Mérida, Yucatán              | 8 de diciembre de 2018   |
| 2019                                                       | Sofía Miñarro Pedraza                     | Querétaro                                 | World Trade Center, Boca del Río, Veracruz               | 19 de mayo de 2019       |
| Enviadas por Miss Intercontinental México                  | Enviadas por Miss Intercontinental México | Enviadas por Miss Intercontinental México | Designada                                                | Designada                |
| 2021                                                       | Paulina Uceda Escorcia                    | Michoacán                                 | Designada                                                | Designada                |
| 2022                                                       | Litsy Michelle Luna Mellado               | Tamaulipas                                | Designada                                                | Designada                |
| 2023                                                       | Julia Astrid Toledo Suárez (Destituida)   | Oaxaca                                    | Designada                                                | Designada                |
| 2023                                                       | Cristina Villegas Murillo (Sucesora)      | Jalisco                                   | Designada                                                | Designada                |
| 2024                                                       | Alejandra del Carmen Garduño Fuentes      | Ciudad de México                          | DoubleTree by Hilton, Metepec, Estado de México          | 29 de septiembre de 2024 |
| 2025                                                       |                                           |                                           |                                                          |                          |

### Clasificaciones Estatales
| No. | Estado           | Títulos | Años               |
| 1   | Ciudad de México | 3       | 2002, 1983, 2024   |
| 1   | Tamaulipas       | 3       | 1980, 2008, 2022   |
| 1   | Nuevo León       | 3       | 1977, 1993, 2016   |
| 2   | Sonora           | 6       | 1981, 2014         |
| 2   | Sinaloa          | 6       | 1989, 2013         |
| 2   | Oaxaca           | 6       | 1978, 2012, 2023 Δ |
| 2   | Tabasco          | 6       | 2010, 2011         |
| 2   | Chihuahua        | 6       | 2000, 2006         |
| 3   | Jalisco          | 1       | 2017 π, 2023       |
| 3   | Michoacán        | 1       | 2021               |
| 3   | Querétaro        | 1       | 2019               |
| 3   | Chiapas          | 1       | 2018               |
| 3   | Estado de México | 1       | 2017               |
| 3   | Veracruz         | 1       | 2016               |
| 3   | Yucatán          | 1       | 2004               |
| 3   | Hidalgo          | 1       | 1982               |
| 3   | Coahuila         | 1       | 1976               |

- Δ Fue destituida.
- π Renunció.

### Reinas Regionales
Únicamente dentro de la edición 2018, se realizó concurso individual especial para esta franquicia. En ese año se coronaron reinas regionales.
| Año  | Miss Intercontinental Sureste  | Miss Intercontinental Centro              | Miss Intercontinental Occidente   | Miss Intercontinental Norte   | Miss Intercontinental Noroeste |
| 2018 | Ivanna Barradas Lobato Chiapas | Betsabé Montaño Meléndez Estado de México | Melissa de Anda García Guanajuato | Joana Martínez Garza Coahuila | Rubí Muñiz Higuera Sinaloa     |

## Representación Internacional
A continuación, se presentan los nombres de las titulares anuales de Miss Intercontinental México, en un listado en orden ascendente y de acuerdo con el año en que participó en Miss Intercontinental y otros certámenes. También se muestran los estados que representaban durante su coronación nacional o designación, sus ubicaciones finales y premios especiales adquiridos en los certámenes de belleza mundiales antes mencionados. 

### Miss Intercontinental
: Ganadora
     : Finalista
     : Semifinalista
| Año                                              | Miss Intercontinental México         | Estado           | Posición      | Premio/Título                                             |
| ------------------------------------------------ | ------------------------------------ | ---------------- | ------------- | --------------------------------------------------------- |
| 2024                                             | Alejandra Garduño Fuentes            | Ciudad de México | -             | -                                                         |
| 2023                                             | Cristina Villegas Murillo            | Jalisco          | 1.ª Finalista | Miss Intercontinental Norte América Miss Fotogénica       |
| 2022                                             | Litsy Michelle Luna Mellado          | Tamaulipas       | -             | -                                                         |
| 2021                                             | Paulina Uceda Escorcia               | Michoacán        | 1.ª Finalista | Miss Intercontinental Norteamérica Mejor Cuerpo           |
| 2019                                             | Sofía Miñarro Pedraza                | Querétaro        | -             | -                                                         |
| 2018                                             | Ivanna Barradas Lobato               | Chiapas          | Top 20        | Mejor Proyecto Social                                     |
| 2017                                             | Verónica Salas Vallejo (Reemplazó)   | Estado de México | Ganadora      | Miss Intercontinental Norteamérica Mejor en Traje de Baño |
| 2017                                             | Erika Palomera Plascencia (Renunció) | Jalisco          | No Compitió   | -                                                         |
| 2016                                             | Martha Leticia Suárez Briano         | Veracruz         | -             | -                                                         |
| 2015                                             | Paulina Flores Cantú                 | Nuevo León       | Top 17        | -                                                         |
| 2014                                             | Estefanía Chávez García              | Sonora           | -             | Mejor en Talento                                          |
| 2013                                             | Melisa Carolina Lizárraga Castro     | Sinaloa          | -             | -                                                         |
| 2012                                             | Mitzi Delfina Ruschke Lira           | Oaxaca           | -             | -                                                         |
| 2011                                             | Maritza León García                  | Tabasco          | -             | -                                                         |
| 2010                                             | Alejandra Balderas Flores            | Tabasco          | -             | -                                                         |
| 2008                                             | Yadira Patiño Cardoso                | Tamaulipas       | Top 15        | -                                                         |
| 2006                                             | Nadia Cortés Murillo                 | Chihuahua        | -             | -                                                         |
| 2004                                             | Valentina Cervera Ávila              | Yucatán          | -             | -                                                         |
| 2002                                             | Yasmin Cervantes                     | Distrito Federal | No Compitió   | -                                                         |
| 2000                                             | Nancy Cecilia Esparza Tinajero       | Chihuahua        | 4.ª Finalista | -                                                         |
| 1993                                             | Elena Reidman Salido                 | Distrito Federal | -             | -                                                         |
| 1990                                             | Brenda Yamilé Jiménez Loya           | Nuevo León       | 2.ª Finalista | Beauty of the Globe Miss Fotogénica                       |
| 1983                                             | Luz María Arias Ochoa                | Distrito Federal | Top 12        |                                                           |
| Actualmente llamado Miss Intercontinental        |                                      |                  |               |                                                           |
| 1982                                             | Landy Ivone Bretón Loeza             | Hidalgo          | -             | -                                                         |
| 1981                                             | Lourdes Escalante del Águila         | Sonora           | -             | Mejor Traje Típico                                        |
| 1980                                             | Claudia Mercedes Holley Braum        | Tamaulipas       | Top 12        | -                                                         |
| Llamado Miss Teen Intercontinental hasta 1982    |                                      |                  |               |                                                           |
| 1978                                             | María del Carmen Montesinos Alcázar  | Oaxaca           | -             | -                                                         |
| 1977                                             | Guadalupe Martínez González          | Nuevo León       | Top 12        | -                                                         |
| 1976                                             | Patricia Martínez Rivera             | Coahuila         | Top 19        | -                                                         |
| Llamado Miss Teenage Intercontinental hasta 1979 |                                      |                  |               |                                                           |